# Kidlat Tahimik
Eric Oteyza de Guia (Baguio, 3 de outubro de 1942), mais conheido como Kidlat Tahimik, é um cineasta, escritor e ator filipino, cujos filmes são associados ao movimento do Terceiro Cinema, em virtude das críticas ao neocolonialismo.